# Michel Monnerie
Michel Monnerie (sinh năm 1940) là một nhà nghiên cứu UFO người Pháp được một số giới nghiên cứu châu Âu coi là người tiên phong của giả thuyết tâm lý xã hội (PSH). Ông là tác giả của hai tác phẩm nổi tiếng Et si les OVNIs n’existaient pas? (Và nếu UFO không tồn tại thì sao?) (1977) và Le naufrage des Extra-terrestres (Vụ đắm tàu ngoài hành tinh) (1979) Trước đó, ông là thành viên của ban biên tập Lumières dans la Nuit, tạp chí UFO được kính trọng nhất ở Pháp, nhưng đã bị sa thải sau khi cuốn sách thứ hai được xuất bản.

## Nghiên cứu
Một trong những phát hiện cơ bản đã gợi ý Monnerie tiến bước về phía PSH trên thực tế là các báo cáo của IFO dường như chứa đựng tất cả các yếu tố tường thuật giống như các báo cáo bí ẩn, thậm chí những tương tác vật lý có chủ ý với môi trường như dừng động cơ và phản ứng của động vật. Không có cách nào chắc chắn để dự đoán một trường hợp sẽ làm gián đoạn như thế nào khi điều tra bằng những gì hiện có trong báo cáo. Có một sự liên tục rõ ràng giữa tầm thường và phi thường, một quan sát được củng cố và khuếch đại trong các tác phẩm của Hilary Evans viết về các hiện tượng thực thể này.
Ý tưởng của Monnerie bao gồm gợi ý rằng nhiều trải nghiệm UFO kỳ lạ liên quan đến trong lúc mơ màng, đôi khi được kích hoạt bởi một kích thích bên ngoài thuộc loại báo cáo của IFO cho rằng hoạt động sáng tạo và tạo ra một câu chuyện trải nghiệm liên quan đến những hình ảnh và tài liệu tinh thần mà người trải nghiệm nắm giữ về mặt cá nhân và/hoặc có ý nghĩa về mặt văn hóa. Người mơ mộng bị ảnh hưởng bởi những huyền thoại thịnh hành trong thời đại của mình, đặc biệt là những người mang theo sự khuyến khích của việc chấp nhận rộng rãi về mặt xã hội – một huyền thoại lấy làm căn cứ thích đáng. Các nguyên mẫu tâm lý phổ quát cũng là một phần của quá trình tâm lý định hình những trải nghiệm như vậy. Hilary Evans bày tỏ nghi ngờ rằng các quá trình nguyên mẫu hình thành hầu hết những lần nhìn thấy và trải nghiệm UFO. Nó không thể có vai trò chi phối trong việc tạo ra hiện tượng UFO như đã thấy trong cơ sở dữ liệu UFO một phần vì chính sự đa dạng rộng lớn của các hình thức được thấy ở đó khiến các nhà lý thuyết rơi vào tuyệt vọng.  Cần phải lưu ý số này là một sự ngụy biện vì Evans ở nơi khác đã chỉ ra rằng sự đa dạng như vậy cũng đóng vai trò tàn phá với giả thuyết rằng UFO liên quan đến tàu vũ trụ thực sự được điều khiển bởi những người ngoài hành tinh thực sự đến đây từ khoảng cách giữa các vì sao. Nó chỉ đòi hỏi một sự điều chỉnh về mặt lý thuyết rằng quá trình nằm mơ chỉ bị hạn chế một cách lỏng lẻo bởi những cách thức định hình nằm trong kẻ tạo giấc mơ và điều đó tạo nên sự khác biệt mang tính sáng tạo và những định kiến cá nhân được định hình bởi lịch sử cá nhân cũng là một phần của sự kết hợp cuối cùng tạo thành câu chuyện về trải nghiệm tiếp xúc UFO.

## Ấn phẩm
- Michel Monnerie, Et si les OVNIs n’existaient pas? Les Humanoides Associes, Paris 1977.
- Michel Monnerie, Le naufrage des Extra-terrestres, Nouvelles Editions rationalistes, Paris 1979.
- Michel Monnerie, "Classiques? Vous l’avez dit: Classiques!" in Thierry Pinvidic, OVNI: vers une Anthropologie d’un Mythe Contemporain, Editions Heimdal, 1993, pp. 69–82.